# Fotbalový Klub Pardubice
Il Futbalový klub Pardubice, meglio noto come Pardubice, è una società calcistica ceca con sede nella città di Pardubice. Milita nella 1. liga, la massima divisione del campionato ceco.

## Storia
Nella stagione 1938-1939 ha ottenuto un terzo posto in classifica nel campionato cecoslovacco, replicando poi il piazzamento nel campionato 1939-1940 e nel campionato 1940-1941.
Il club è passato alla Bohemian Football League nel 2010 dalla quarta divisione ceca. Nel 2012 il club è stato nuovamente promosso, questa volta nella 2. Liga ceca, dopo essere arrivato secondo nella Bohemian Football League 2011-2012. I vincitori dell'MFK Chrudim non sono stati promossi perché il loro stadio non soddisfaceva i requisiti del campionato.

## Palmarès

### Competizioni nazionali
- Fotbalová národní liga: 1

2020-2021

## Organico

### Rosa 2023-2024
Aggiornata al 27 febbraio 2024 come da sito ufficiale.
| N. |                           | Ruolo | Calciatore        |
| -- | ------------------------- | ----- | ----------------- |
| 1  | Rep. Ceca (bandiera)      | P     | Antonin Kinsky    |
| 4  | Rep. Ceca (bandiera)      | D     | Denis Halinský    |
| 5  | Rep. Ceca (bandiera)      | D     | Denis Donat       |
| 6  | Rep. Ceca (bandiera)      | D     | Marek Icha        |
| 7  | Rep. Ceca (bandiera)      | C     | Kamil Vacek       |
| 8  | Rep. Ceca (bandiera)      | C     | Vojtěch Patrák    |
| 9  | Rep. Ceca (bandiera)      | A     | Pavel Černý       |
| 10 | Costa d'Avorio (bandiera) | C     | Laurent Kissiedou |
| 11 | Rep. Ceca (bandiera)      | C     | Kryštof Daněk     |
| 12 | Rep. Ceca (bandiera)      | C     | Emil Tischler     |
| 15 | Rep. Ceca (bandiera)      | C     | Denis Darmovzal   |
| 16 | Rep. Ceca (bandiera)      | C     | Dominik Mareš     |
| 17 | Rep. Ceca (bandiera)      | A     | Ladislav Krobot   |
| 18 | Rep. Ceca (bandiera)      | C     | Štěpán Míšek      |
| 19 | Rep. Ceca (bandiera)      | C     | Michal Hlavatý    |

| N. |                       | Ruolo | Calciatore        |
| -- | --------------------- | ----- | ----------------- |
| 23 | Rep. Ceca (bandiera)  | D     | Michal Surzyn     |
| 24 | Rep. Ceca (bandiera)  | C     | Tomáš Solil       |
| 26 | Colombia (bandiera)   | D     | Pablo Ortíz       |
| 27 | Rep. Ceca (bandiera)  | C     | Vojtěch Sychra    |
| 29 | Rep. Ceca (bandiera)  | A     | Filip Brdička     |
| 31 | Camerun (bandiera)    | A     | William Mukwelle  |
| 33 | Rep. Ceca (bandiera)  | A     | Tomáš Zlatohlávek |
| 35 | Rep. Ceca (bandiera)  | D     | Ondřej Kukučka    |
| 39 | Rep. Ceca (bandiera)  | D     | Martin Chlumecký  |
| 87 | Rep. Ceca (bandiera)  | P     | Nicolas Šmíd      |
| 93 | Slovacchia (bandiera) | P     | Viktor Budinský   |
|    | Rep. Ceca (bandiera)  | D     | Jan Halasz        |
|    | Rep. Ceca (bandiera)  | C     | Adam Lupač        |
|    | Brasile (bandiera)    | C     | Leandro Lima      |